# Change (Charlie Puth)
Change è un singolo del cantante statunitense Charlie Puth, pubblicato il 26 marzo 2018 come quarto estratto dal secondo album in studio Voicenotes.
Il singolo ha visto la partecipazione del cantautore statunitense James Taylor.

## Tracce
- Download digitale

1. Change (feat. James Taylor) – 3:35